# Rupelo

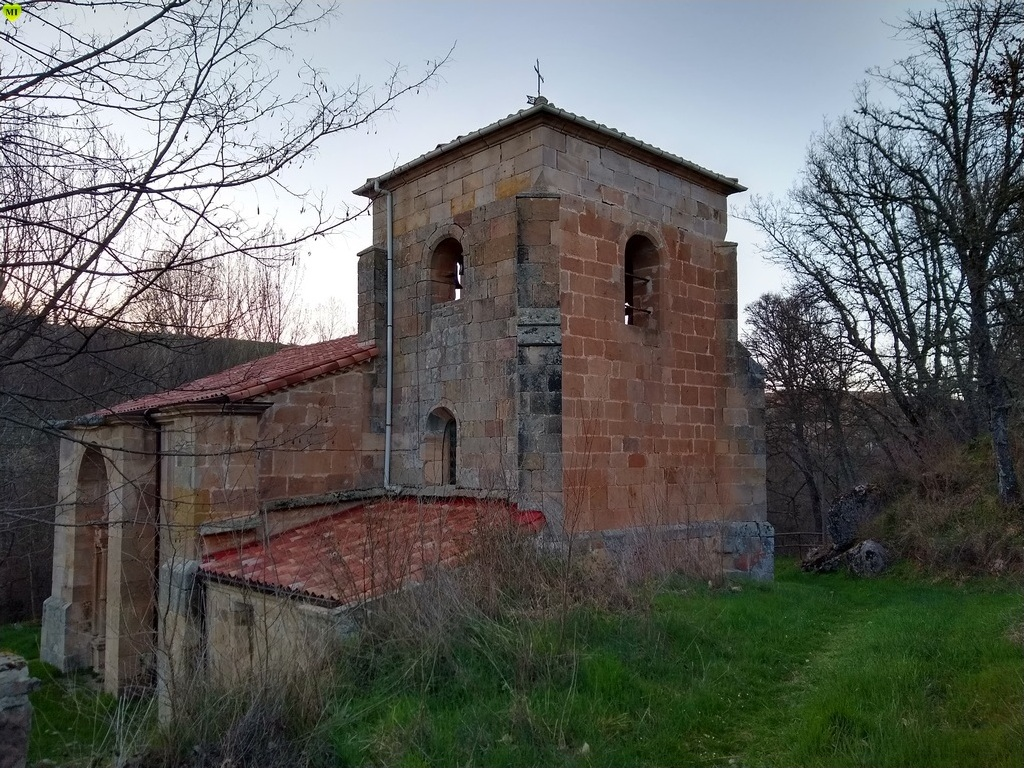
Iglesia parroquial de San Esteban

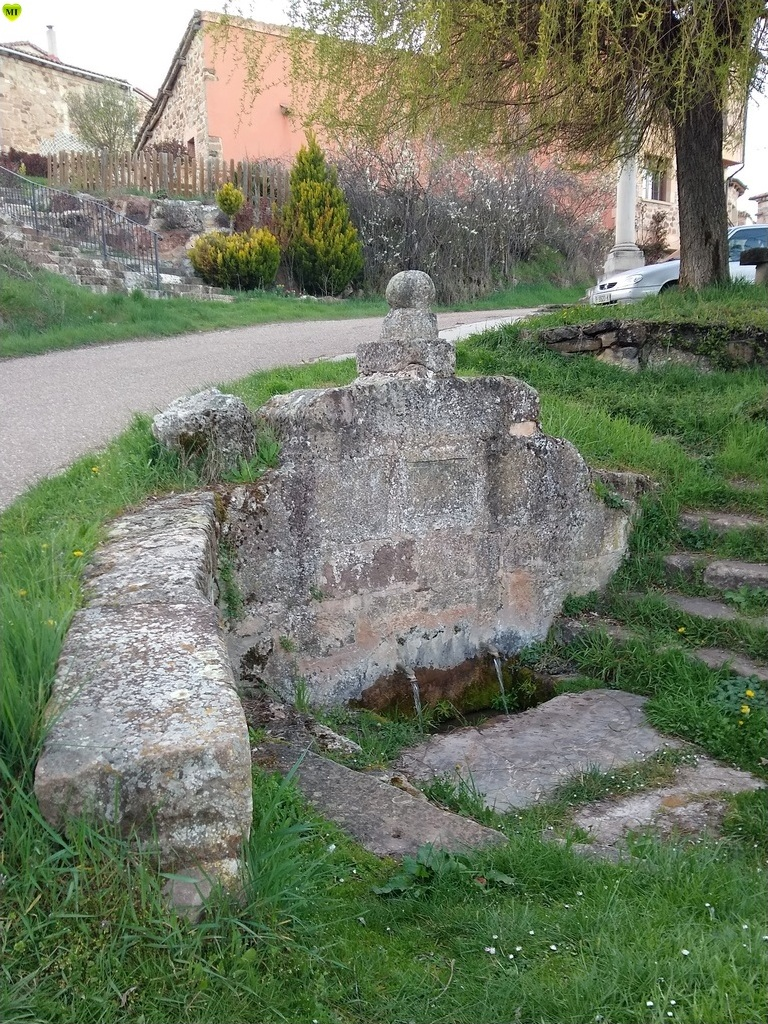
Fuente

Rupelo es una localidad de la provincia de Burgos (España) de unos quince habitantes.
Situada en el término municipal de Villaespasa (Burgos), en la Sierra de la Demanda, con centro en Salas de los Infantes.